# Pseudochirulus larvatus
Pseudochirulus larvatus är en pungdjursart som först beskrevs av Förster och Rothschild 1911. Pseudochirulus larvatus ingår i släktet Pseudochirulus och familjen ringsvanspungråttor. IUCN kategoriserar arten globalt som livskraftig. Inga underarter finns listade.
Pungdjuret förekommer på nordöstra Nya Guinea. Arten vistas där i olika slags skogar, oftast i bergstrakter.